# Kundt (cráter)

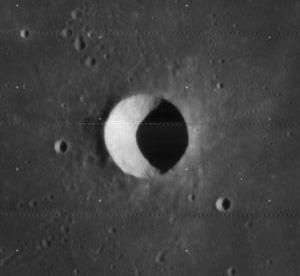
Fotografía de la misión Lunar Orbiter 4 (1967)

Kundt es un pequeño cráter de impacto lunar en forma de cuenco situado en la sección norte del Mare Nubium. Se encuentra a medio camino entre Guericke hacia el oeste y Davy en el este.
|  |

Tiene un borde elevado y no desgastado significativamente por otros impactos. Fue identificado como Guericke C antes de ser renombrado por la UAI.